# Metec-TKH Continental Cyclingteam/Saison 2016
Dieser Artikel listet Erfolge und Fahrer des Metec-TKH Continental Cyclingteams in der Saison 2016 auf.

## Erfolge

### Erfolge in der UCI Europe Tour
In den Rennen der Saison 2016 der UCI Europe Tour gelangen die nachstehenden Erfolge.
| Datum     | Rennen                                      | Kat. | Fahrer            |
| --------- | ------------------------------------------- | ---- | ----------------- |
| 18. März  | 3. Etappe Volta ao Alentejo                 | 2.2  | Johim Ariesen     |
| 19. März  | 4. Etappe Volta ao Alentejo                 | 2.2  | Jarno Gmelich     |
| 23. April | Arno Wallaard Memorial                      | 1.2  | Maarten van Trijp |
| 30. April | GP Viborg                                   | 1.2  | Johim Ariesen     |
| 1. Mai    | Skive-Løbet                                 | 1.2  | Johim Ariesen     |
| 18. Mai   | 1. Etappe Bałtyk-Karkonosze Tour            | 2.2  | Johim Ariesen     |
| 21. Mai   | 4. Etappe Bałtyk-Karkonosze Tour            | 2.2  | Johim Ariesen     |
| 22. Mai   | Omloop der Kempen                           | 1.2  | Oscar Riesebeek   |
| 30. Juni  | 2. Etappe Course de la Solidarité Olympique | 2.2  | Jasper Hamelink   |

## Abgänge – Zugänge
| Zugänge           | Team 2015                 | Abgänge        | Team 2016                        |
| ----------------- | ------------------------- | -------------- | -------------------------------- |
| Jim Lindenberg    |                           | Rick Goeree    | Unbekannt                        |
| Luuk Lohuis       | RTV Oldenzaalse           | Wouter Leten   | T.Palm-Pôle Continental Wallon   |
| Robbie van Bakel  | WV Schijndel              | Remco te Brake | Parkhotel Valkenburg Continental |
| Jordy van Loon    | Willebrord Wil Vooruit    | Milan Veltman  | Parkhotel Valkenburg Continental |
| Maarten van Trijp | Rabobank Development Team | Jelle Wolsink  | Cyclingteam Jo Piels             |

## Mannschaft
| Teamkader 2016                            | Teamkader 2016    | Teamkader 2016 | Teamkader 2016                  |
| Name                                      | Geburtsdatum      | Land           | Vorheriges Team                 |
| ----------------------------------------- | ----------------- | -------------- | ------------------------------- |
| Johim Ariesen                             | 16. März 1988     | Niederlande    | Jo Piels (2013)                 |
| Tijmen Eising                             | 27. März 1991     | Niederlande    | Sunweb-Napoleon Games (2013)    |
| Jarno Gmelich                             | 21. Juni 1989     | Niederlande    | AVC Aix-en-Provence (2013)      |
| Niels Goeree                              | 16. Januar 1995   | Niederlande    |                                 |
| Jasper Hamelink                           | 12. Januar 1990   | Niederlande    | Jo Piels (2014)                 |
| Dries Hollanders                          | 31. Juli 1986     | Belgien        | Veranda's Willems-Accent (2011) |
| Sjoerd Kouwenhoven                        | 3. November 1990  | Niederlande    | De Rijke (2014)                 |
| Stefan Kreder                             | 24. August 1996   | Niederlande    |                                 |
| Stef Krul                                 | 15. Juli 1995     | Niederlande    |                                 |
| Jim Lindenburg                            | 11. Dezember 1996 | Niederlande    |                                 |
| Luuk Lohuis                               | 19. Juni 1997     | Niederlande    | RTV Oldenzaalse (2015)          |
| Oscar Riesebeek                           | 23. Dezember 1992 | Niederlande    | Rabobank Continental (2012)     |
| Robbie van Bakel                          | 22. August 1994   | Niederlande    | WV Schijndel (2015)             |
| Arno van der Zwet                         | 7. Mai 1986       | Niederlande    | Koga (2014)                     |
| Jordy van Loon                            | 21. April 1996    | Niederlande    | Willebrord Wil Vooruit (2015)   |
| Maarten van Trijp                         | 6. Oktober 1993   | Niederlande    | Rabobank Development (2015)     |
|                                           |                   |                |                                 |
| Quellen: ProCyclingStats Cycling Archives |                   |                |                                 |